# Miesiąc miodowy

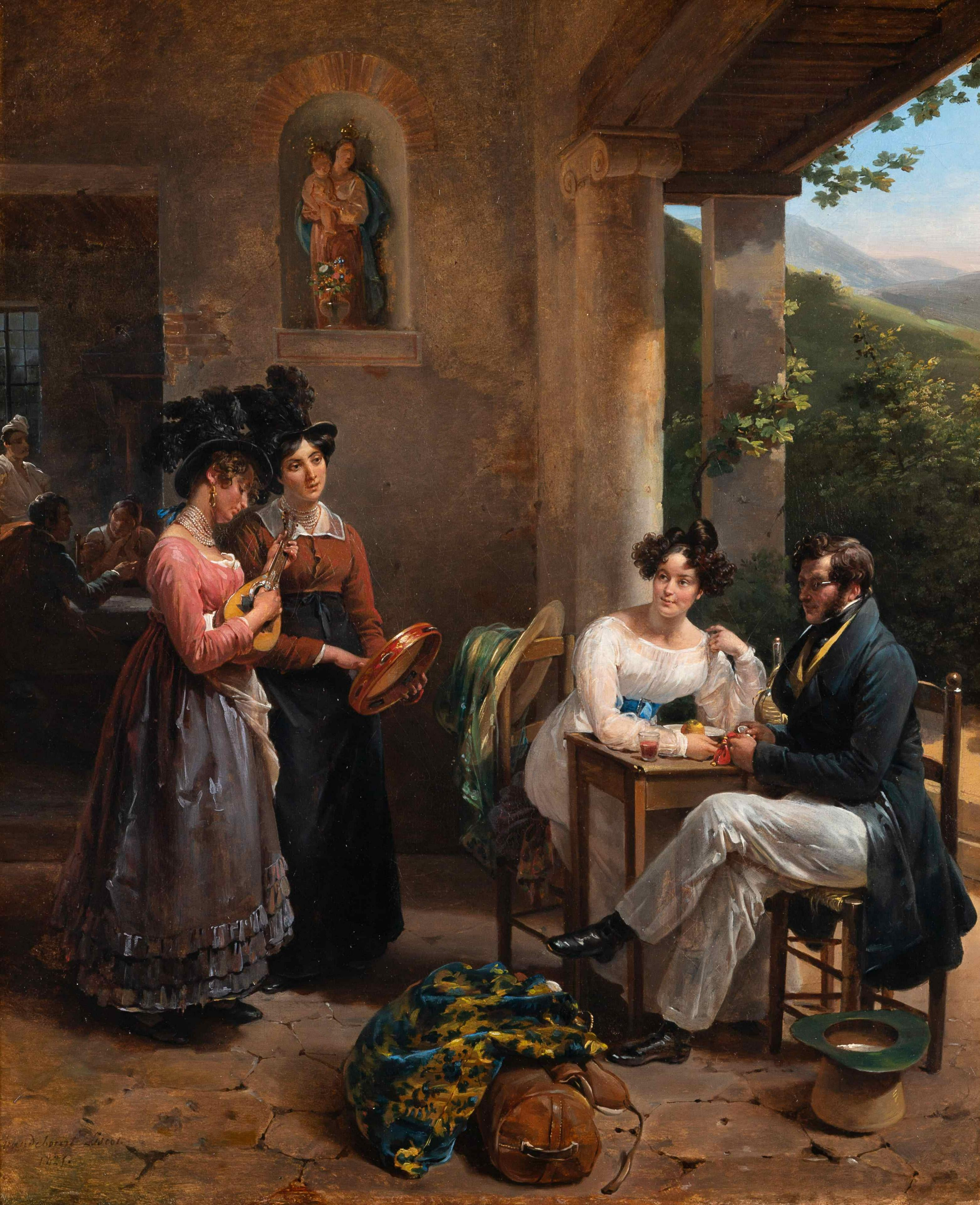
Obraz Hortensy Haudebourt-Lescot, przedstawiający spędzanie czasu podczas podróży poślubnej

Miesiąc miodowy – tradycyjne wakacje nowożeńców tuż po ślubie, związane zazwyczaj z wyjazdem (tzw. podróżą poślubną), podczas których para świętuje swoje zaślubiny. Miesiąc miodowy to również synonim beztroskiego okresu bez zmartwień.
Określenie miesiąc miodowy datuje się na koniec XVIII wieku. Słowo miodowy pochodzi od miodu pitnego, który podawano parze młodej na weselu. Jego słodycz i zawartość alkoholu miały wprawić nowożeńców w stan miłosnego uniesienia tuż przed nocą poślubną.
Miesiąc określa czas trwania miłosnego nastroju, ale w niektórych kulturach i językach, np. w języku angielskim (honeymoon), ale także hiszpańskim (luna de miel), francuskim (lune de miel) czy włoskim (luna di miele) słowo miesiąc, czyli month, mes, mois i mese zamieniono na moon, luna, "lune" i luna, czyli na księżyc, metaforycznie i metonimicznie więc na wieczór i noc. Po arabsku i walijsku, podobnie jak w Polsce, również mamy do czynienia z miesiącem miodowym. 
Natomiast w języku perskim wyrażenie to brzmi: mah e asal i można je rozumieć w dwójnasób, gdyż słowo mah można tłumaczyć zarówno jako miesiąc jak i księżyc (wieczór). W niemieckim mamy do czynienia z Flitterwochen, czyli tygodniami pieszczenia (staroniemiecki) lub tygodniami chichotania (średnioniemiecki). W nowoniemieckim morfem Flitter~ stracił zupełnie przynależne mu wcześniejsze znaczenie i jego funkcja ogranicza się wyłącznie do tegoż jednego leksemu, tworząc w połączeniu z ~wochen (pl. tygodnie) znaczenie 'miesiąc miodowy'. W niemieckim używany jest też anglicyzm honeymoon, jednak nieco odmiennie, bo w znaczeniu 'miły i beztroski czas'.